# Adesmia araucana
Adesmia araucana es una especie de planta floral del género Adesmia, categorizada en la tribu Dalbergieae, de la subfamilia Faboideae.
Fue descrita por el naturalista alemán Rodulfo Amando Philippi. Aparece registrada y publicada en una sección de la revista Linnaea: Ein Journal für die Botanik in ihrem ganzen Umfange 28: 633  de 1856.

## Distribución
Especie nativa de Chile. Crece en el bioma subtropical.